# Una película de Minecraft
Una película de Minecraft (en inglés: A Minecraft Movie) es una película de aventuras fantásticas estadounidense de 2025 basada en el videojuego del mismo nombre de Mojang Studios. Producida por Legendary Pictures, Mojang y Vertigo Entertainment, y distribuida por Warner Bros. Pictures, está dirigida por Jared Hess, a partir de un guion escrito por Chris Bowman y Hubbel Palmer, y producida por Jill Messick, Lydia Winters, Mary Parent, Jon Berg, Vu Bui, Jason Momoa, Cale Boyter, Roy Lee y Torfi Frans Olafsson. La película está protagonizada por Jack Black como Steve junto a Jason Momoa, Danielle Brooks, Emma Myers, Jennifer Coolidge, Ricky Guillart, Kate McKinnon y Jemaine Clement.
Los planes para una adaptación cinematográfica de Minecraft comenzaron en febrero de 2014 cuando Markus Persson reveló que Mojang estaba en conversaciones con Warner Bros, para desarrollar el proyecto, con Lee y Messick como productores. [cita requerida] Inicialmente se contrató a varios cineastas, incluidos Shawn Levy y Rob McElhenney, para dirigir, con varios escritores, como Kieran y Michele Mulroney, Jason Fuchs y Aaron y Adam Nee, adjuntos.[cita requerida] Peter Sollett fue contratado para escribir y dirigir la película en 2019, junto con Allison Schroeder como coautora, pero ambos abandonaron el proyecto en 2022, con Hess contratado como nuevo director y Momoa en conversaciones para protagonizar.[cita requerida] Se realizaron más cástines desde mayo de 2023 hasta enero de 2024.[cita requerida] El rodaje comenzó a mediados de enero de 2024 en Nueva Zelanda.[cita requerida]
Una película de Minecraft se estrenó mundialmente en el Empire de Leicester Square, Londres, el 30 de marzo de 2025, y en los cines de todo el mundo el 4 de abril. A pesar de las críticas mixtas, fue un éxito de taquilla, recaudando 955 millones de dólares en todo el mundo con un presupuesto de 150 millones, convirtiéndose en la tercera película más taquillera de 2025 y la segunda película de videojuegos más taquillera de todos los tiempos. Se está preparando una secuela.

## Argumento
Steve (Jack Black), un vendedor de picaportes en apuros, irrumpe en una mina para cumplir un sueño de la infancia, cuando descubre el Orbe del Dominio y el Cristal de la Tierra. Cuando se combinan, crean un portal que le transporta al Overworld, un mundo donde el terreno está hecho de cubos fácilmente manipulables. Construye su propio paraíso y más tarde tropieza con un portal a un mundo infernal llamado Nether. Es encarcelado por Malgosha, la piglin obsesionada con el oro que gobierna el Nether y odia la creatividad. Como el Orbe le permitiría controlar el Overworld, Steve hace que su perro Dennis lo esconda junto con el Cristal bajo su cama en el mundo real.
Algún tiempo después, el campeón de videojuegos de los ochenta Garrett «El Basurero» Garrison (Jason Momoa) posee una tienda de videojuegos en decadencia en Chuglass, Idaho. Acude a una subasta de almacenes para adquirir objetos y venderlos a cambio de dinero, y finalmente se hace con el contenido de la antigua casa de Steve. Mientras busca entre los objetos, sobre todo con la esperanza de encontrar un Atari Cosmos, encuentra las antiguas pertenencias de Steve, incluidos el Orbe del Dominio y el Cristal de la Tierra.
Los hermanos Henry (Sebastian Eugene Hansen) y Natalie (Emma Myers) se mudan a Chuglass tras la muerte de su madre. Los dos conocen a Dawn (Danielle Brooks), su agente inmobiliaria, que quiere abrir un zoo de mascotas. El primer día de colegio, Henry se mete en problemas cuando su jetpack improvisado funciona mal y destruye la estatua de una mascota. Para evitar problemas, finge que Garrett es su tío, que le lleva a la tienda de videojuegos para discutir sus opciones. Allí, Henry combina el Orbe y el Cristal, llevando a los dos a la mina. Natalie está preocupada y llama a Dawn, que accede a la ubicación de Henry a través del teléfono de Natalie. Finalmente, los cuatro entran en el portal y llegan al Overworld. Malgosha es alertada de que el Orbe ha regresado y libera a Steve de su prisión en el Nether para recuperarlo, fingiendo que tiene a Dennis como rehén.
Mientras lucha contra los monstruos por la noche, Henry aprende a construir una fortaleza de madera. El Cristal de la Tierra es destruido en la conmoción. Steve aparece al amanecer y derrota a los monstruos. Dice que se necesitará un Cristal de repuesto de la Mansión del Bosque. Para prepararse, los lleva a un pueblo cercano y les enseña a fabricarlo. Sin embargo, los piglins atacan la aldea. Steve, Garrett y Henry escapan por los pelos, pero Natalie y Dawn se separan y descubren a Dennis. Malgosha responde enviando al Gran Cerdo.
Cuando Steve menciona que tiene un gran tesoro de diamantes, Garrett se interesa y exige acceso como condición añadida para entregar el Orbe. Encuentran el tesoro, pero Henry se enfada por el desvío y se preocupa por la seguridad de Natalie. Cuando llega el Gran Cerdo, huyen usando minecarts y el Gran Cerdo es volado por los creepers. Al llegar a la mansión, Steve y Garrett intentan distraer a los saqueadores habitantes mientras Henry adquiere tanto el Cristal de la Tierra como una Perla Ender, que puede facilitar un teletransporte. Malgosha regresa y vuela el puente que conduce a la mansión. Steve y Henry pierden el Orbe pero escapan mientras Garrett aparentemente se sacrifica en la explosión. Los dos despiertan con Dawn, Natalie y Dennis en una casa de setas que ellos mismos construyeron.
Malgosha utiliza el Orbe para potenciar el portal del Nether, tapando el sol y declarando la guerra al Overworld. El grupo crea un arsenal de armas y un ejército de gólems de hierro que se enfrentan a la fuerza invasora. Henry utiliza la perla Ender para obtener el cristal, restaurando la luz del sol y haciendo que Malgosha y su ejército se zombifiquen y mueran. El grupo, incluido Garrett, que sobrevivió a la explosión, regresa a Chuglass, donde crean el exitoso videojuego Block City Battle Buddies. Dawn abre su zoo con Dennis como atracción, Natalie empieza a dar clases de defensa personal, Henry completa su jetpack y Garrett regenta la tienda de videojuegos con Steve.
Es una escena poscréditos, Steve regresa a su antigua casa, donde al parecer ahora está habitada por alguien, Steve saluda a la nueva dueña de su casa, donde ella de forma amable se presenta como Alex.

## Reparto
- Jack Black como Steve [7]
  - Bram Scott-Breheny como Steve joven
- Jason Momoa como Garrett "The Garbage Man" Garrison [2][3][4]
  - Moana Williams como Garret joven
- Sebastián Eugene Hansen como Henry [8]
- Emma Myers como Natalie [9]
- Danielle Brooks como Dawn [8]
- Jennifer Coolidge [10] como vicedirectora Marlene
- Jemaine Clement [11] como Daryl

#### Habitantes del Mundo Minecraft
- Rachel House como la voz de Malgosha
  - Allan Henry como la motion capture de Malgosha
- Jared Hess como la voz del General Chungus
- Jemaine Clement como la voz de Bruce
- Matt Berry como la voz de Nitwit
  - Bret McKenzie como intérprete de Nitwit en el set

## Producción

### Desarrollo
En 2012, Mojang recibió ofertas de productores de Hollywood que querían producir programas de televisión relacionados con Minecraft; sin embargo, Mojang declaró que sólo participarían en tales proyectos cuando "surgiera la idea correcta". Dos años más tarde, en febrero de 2014, un intento de financiar colectivamente una película de aficionados a través de Kickstarter se cerró después de que Markus 'Notch' Persson se negara a permitir que los realizadores usaran la licencia, la razón dada fue que ese Kickstarter se creó antes de que se llegara a un acuerdo con Mojang Ese mismo mes, Persson reveló que Mojang estaba en conversaciones con Warner Bros. Pictures para desarrollar una película oficial de Minecraft que sería producida por Roy Lee y Jill Messick. En octubre de 2014, el director de operaciones de Mojang, Vu Bui, declaró que la película estaba "en sus primeros días de desarrollo", diciendo que era una producción de "gran presupuesto" y también dijo que podría no estrenarse hasta 2018. Ese mismo mes, Warner Bros. contrató a Shawn Levy para dirigir la película, mientras que en diciembre se confirmó que Levy y los escritores Kieran y Michele Mulroney, que estaban desarrollando la película juntos, habían abandonado el proyecto.
En julio de 2015, se anunció que Warner Bros. había contratado a Rob McElhenney para dirigir la película. Según McElhenney, se había sentido atraído por la película debido a la naturaleza de mundo abierto del juego, una idea con la que Warner Bros. había estado de acuerdo inicialmente y para la que le habían proporcionado un presupuesto preliminar de 150 millones de dólares. En 2016, comenzó la producción inicial de la película, incluso en junio se asignó una fecha de estreno del 24 de mayo de 2019, en octubre se confió a Jason Fuchs para escribir el guion, y en noviembre se contrató a Steve Carell para interpretar la voz. de carácter desconocido. La película Minecraft de McElhenney "murió lentamente en la vid" y, debido a conflictos de programación, dejó la película en agosto de 2018, Aaron y Adam Nee fueron elegidos para reescribir el guion y, como resultado, la película se retrasó. En ese momento no se anunció ningún nuevo director.
En enero de 2019, se anunció que Peter Sollett escribiría y dirigiría la película, que presenta una historia completamente diferente a la versión de McElhenney. Messick, quien murió en 2018, es acreditado póstumamente como productor. En abril de 2019, Warner Bros. programó el estreno de la nueva película en cines el 4 de marzo de 2022. En junio de 2019, contrataron a Allison Schroeder para escribir el guion y coescribir la historia con Sollett. En octubre de 2020, la pandemia de COVID-19 llevó a Warner Bros. a ajustar su calendario de estrenos, incluida la eliminación de la película Minecraft de su fecha de estreno prevista.
En cambio, Sollett dirigió Metal Lords, que se lanzó exclusivamente en Netflix en abril de 2022. Ese mismo mes, se anunció que la producción de la película Minecraft avanzaría sin Sollett y Schroeder, ahora con Jared Hess como director y Jason Momoa en las primeras conversaciones para protagonizar. También se confirmó que la película sería de acción real. También se informó que Chris Bowman y Hubbel Palmer reescribirían el guion. A principios de abril de 2023, se informó que la película se estrenaría el 4 de abril de 2025. Warner Bros. lanzó el primer tráiler de la película el 4 de septiembre del 2024, el tráiler fue mal recibido debido al diseño de los mobs como la oveja rosada, algunos compararon esto con la reacción al diseño de Sonic en el primer tráiler de Sonic, la película (2020), el segundo tráiler incluyó la música original del videojuego, lo que fue bien recibido por parte del público, el tercer y último tráiler fue lanzado el 27 de febrero de 2025

### Casting
En mayo de 2023, Matt Berry inició negociaciones para unirse al elenco. Posteriormente, en noviembre, Danielle Brooks y Sebastian Eugene Hansen se unieron al elenco, respectivamente. En diciembre, Emma Myers también se unió al elenco. En enero de 2024, Jack Black se unió al elenco como Steve, adelantando su casting para la película a través de su cuenta oficial de Instagram, así como Jennifer Coolidge, Kate McKinnon y Jemaine Clement en papeles no revelados.

### Filmación
El 19 de junio de 2023, se informó que la fotografía principal de la película comenzaría el 7 de agosto en Nueva Zelanda, antes de que la filmación se retrasara en julio debido a la huelga SAG-AFTRA de 2023. Tras la conclusión de la huelga a principios de noviembre de 2023, se informó que el rodaje apuntaba a comenzar a principios de 2024. Con el anuncio de Brooks y Hansen como parte del elenco, el rodaje estaba programado para comenzar a finales de diciembre de 2023. El rodaje había comenzado a mediados de enero de 2024 y finalizó a mediados de abril de 2024, con Grant Major como diseñador de producción.

## Estreno y Marketing
Minecraft se estrenó en cines tradicionales y IMAX en los Estados Unidos por Warner Bros. Pictures el 4 de abril de 2025. Inicialmente estaba programado para estrenarse el 24 de mayo de 2019, pero el 26 de abril de 2019, Warner Bros. retrasó la película hasta el 4 de marzo de 2022. El 6 de octubre de 2020, Warner Bros. eliminó la película del calendario de estrenos para evitar la competencia directa con The Batman y la pandemia de COVID-19 antes de reprogramarla para su fecha de estreno actual.
Como parte del marketing de Una Película de Minecraft, el elenco de la película visito México el 22 de marzo de 2025, para realizar un Meet & Greet. Este evento contó con la participación de varios influencers locales como invitados. El 30 de marzo del mismo año se realizó el estreno mundial de la película, en esta ocasión con escenario en Londres, Reino Unido.
El estreno de la película coincidió con la colaboración de Mojang con varias marcas para crear productos promocionales para la película, incluyendo figuras de acción de los personajes, salsas personalizadas y cajitas felices especiales ofrecidas por McDonald's.

## Recepción

### Taquilla
Minecraft rompió algunos récords: superó a la película de Super Mario Bros (2023) en el mejor debut de una película inspirada en videojuegos, recaudando 57 millones de dólares en taquilla, incluyendo 10 millones generados durante las funciones de preestreno del jueves. Además, superó rápidamente en taquilla a FNAF en su mismo fin de semana de estreno, otra película basada en un videojuego.

### Respuesta de la crítica
En el sitio web recopilador de reseñas Rotten Tomatoes, el 47% de las 116 reseñas de los críticos son positivas, con una calificación promedio de 5/10. El consenso del sitio web indica: «Aparentemente una película que celebra la creatividad, A Minecraft Movie' ofrece un entorno colorido para que Jack Black y Jason Momoa se diviertan en una historia curiosamente construida a partir de bloques de construcción convencionales». Metacritic, que utiliza un promedio ponderado, le asignó a la película una puntuación de 47 sobre 100, basada en 37 reseñas, lo que indica reseñas «mixtas o promedio». Las reacciones del público a la película fueron más positivas que las de la crítica; Cinema afirmó recomendarla sin duda.
Los críticos profesionales se mostraron divididos sobre la trama de la película y sobre si A Minecraft Movie era una adaptación fiel del videojuego, así como sobre si tenía sentido para los espectadores no familiarizados con este. Lovia Gyarkye, de The Hollywood Reporter, y Jesse Hassenger, de IGN, opinaron que la trama era confusa. Gyarkye consideró que le costaba encontrar un equilibrio entre complacer a los fans de Minecraft y escribir una película que tuviera sentido para el público general, y Hassenger afirmó que la película era "conceptualmente fangosa" y "presentada de forma confusa y errática". Mark Kennedy, de Associated Press, opinó que la película probablemente no tendría sentido para un espectador que no estuviera familiarizado con el material original, pero aun así consideró que era una adaptación fiel. Sin embargo, destacó las películas que si presentaban conceptos no presentes en dichos videojuegos para facilitar el desarrollo de la trama. Algunos críticos vieron el fan service presente en la película de manera positiva, destacando particularmente el homenaje al fallecido youtuber Technoblade.
Tanto Miller como Jordan Hoffman, de Entertainment Weekly, consideraron que la historia no era la prioridad principal de la película y que podía ignorarse en favor de la actuación de los actores. El primero creía que la película se hizo principalmente con la intención de divertir. Sin embargo, algunos consideraron que los personajes, a pesar de las actuaciones de sus actores, estaban generalmente poco desarrollados.
Algunos críticos cuestionaron el propósito o el valor de la película, y algunos la consideraron simplemente un producto con la intención de promocionar Minecraft. Tanto Kevin Maher de The Times como David Fear de Rolling Stone compararon la película con «un intento de lucro corporativo, considerándola existente con el único propósito de promover la marca Minecraft y no ofrecer nada más de valor». Maher también consideró que la película carecía de un nivel de versatilidad presente en otras adaptaciones de videojuegos, mientras que Fear creía que la película era intencionalmente confusa para permanecer en la mente de las personas por más tiempo y, por lo tanto, animarlas a comprar productos.

### Tendencia «Chicken Jockey» en TikTok

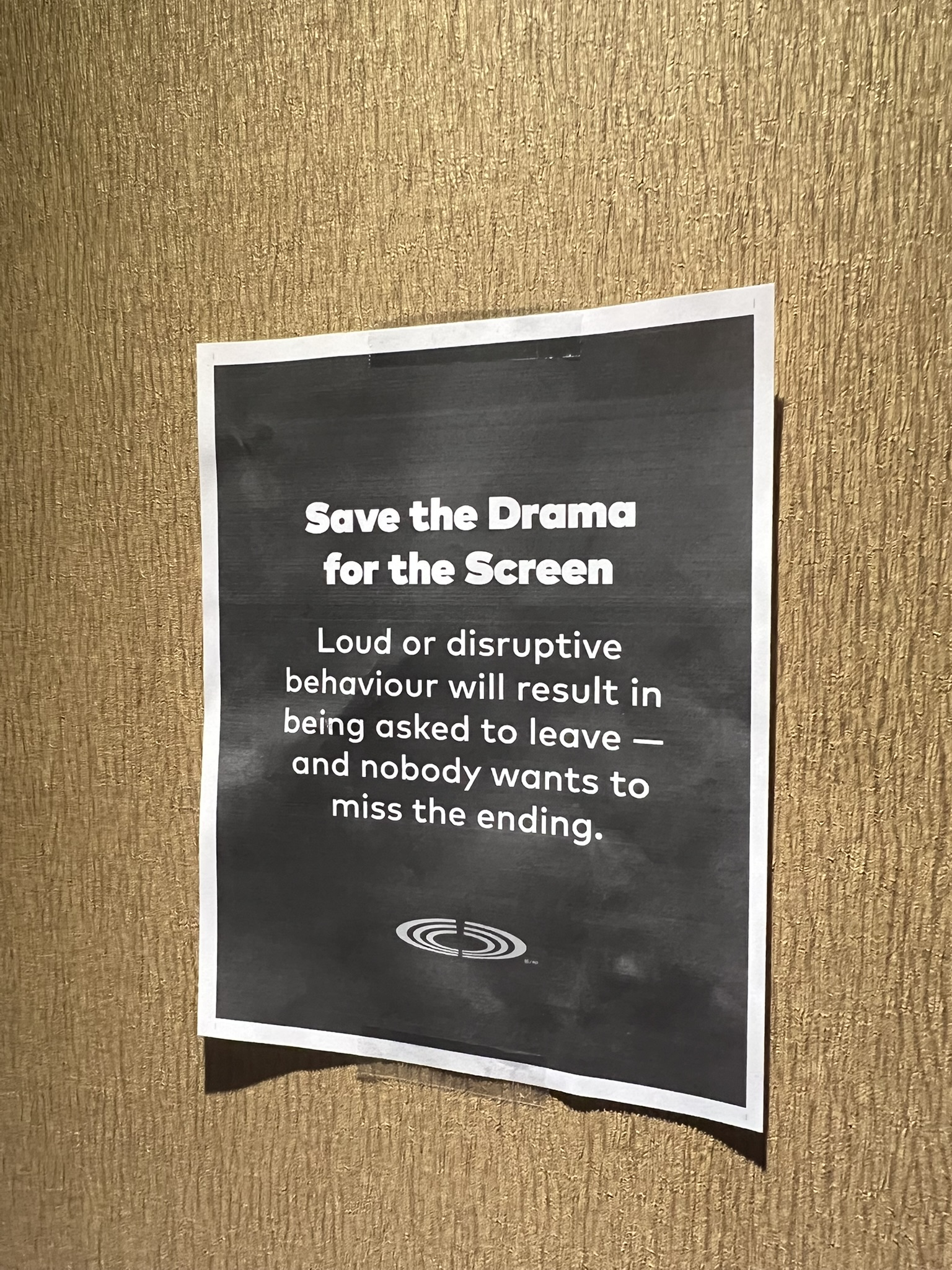
Un cartel colocado en el exterior de un complejo cinematográfico Cineplex durante una función de A Minecraft Movie en abril de 2025 advertía que comportamientos disruptivos conllevarían la expulsión del recinto. Esta medida fue implementada a raíz del auge de la tendencia viral conocida como “chicken jockey”.

La película generó reacciones entusiastas y, en algunos casos, conductas inapropiadas por parte de ciertos espectadores, en particular adolescentes angloparlantes que participaban de un fenómeno viral surgido en la plataforma TikTok. Estos jóvenes solían manifestar su entusiasmo de manera efusiva ante escenas del filme que se habían convertido en memes en Internet, como aquella en la que el personaje interpretado por Jack Black exclama «¡Chicken jockey!», lo que provocaba vítores, saltos de emoción, bailes espontáneos o incluso el lanzamiento de palomitas de maíz al aire. Otras frases que adquirieron notoriedad viral incluyeron «flint and steel» y «I am Steve», aunque ninguna alcanzó el nivel de fervor asociado a «chicken jockey». En un caso ampliamente difundido, un grupo de espectadores llevó una gallina viva a una proyección, acción que motivó su inmediata expulsión del cine y generó críticas en línea debido a preocupaciones sobre el maltrato animal.
Las reacciones frente a este fenómeno han sido variadas. Algunos asistentes lo calificaron como «molesto y perturbador», mientras que diversas cadenas de cines emitieron comunicados instando a mantener el orden durante las funciones. Se ha informado que, en ciertas ocasiones, fue necesaria la intervención policial para restaurar la calma y desalojar a los infractores, incluyendo un incidente en el cual un empleado resultó agredido físicamente, aunque no se presentaron cargos legales. En The Observer, la crítica Kate Maltby consideró que «el comportamiento del público había excedido los límites del respeto, subrayando el desorden dejado por los asistentes y las consecuencias para el personal de limpieza». Por su parte, el coguionista Hess defendió algunas de estas manifestaciones como inofensivas y divertidas, y explicó que la escena en cuestión fue concebida porque él y Black consideraron «gracioso que el personaje de Steve anunciara todo lo que le sucedía con intensidad desmesurada».
El fenómeno ha sido comparado con la participación activa del público durante las proyecciones de The Rocky Horror Picture Show (1975), así como con la anterior tendencia «Gentleminions» asociada a Minions: The Rise of Gru (2022), que también implicaba comportamientos excéntricos protagonizados por adolescentes varones. Asimismo, se ha señalado esta tendencia como uno de los factores que contribuyeron al éxito comercial del filme.

## Secuela
Las conversaciones en torno a una posible secuela de A Minecraft Movie comenzaron pocos días después del estreno de la película. Jared Hess, director del filme, manifestó interés en desarrollar una continuación, destacando que el universo de Minecraft se caracteriza por su estructura prácticamente infinita, en la que conviven modificaciones (mods), personajes diversos y una variedad extensa de biomas, lo que convierte al juego en una fuente inagotable de posibilidades narrativas. Posteriormente, Hess indicó que durante la producción de la cinta original surgieron numerosas ideas que no pudieron ser incorporadas, pero que probablemente serían retomadas en una eventual secuela. El 11 de abril de 2025, se informó que una segunda entrega se encuentra en una fase inicial de desarrollo.

## Premios y nominaciones
| Año  | Premio              | Categoría                        | Trabajo nominado                  | Resultado | Ref.   |
| ---- | ------------------- | -------------------------------- | --------------------------------- | --------- | ------ |
| 2025 | Kids' Choice Awards | Canción favorita de una película | «I Feel Alive» por Jack Black     | Nominada  | [ 82 ] |
| 2025 | Kids' Choice Awards | Película favorita                | Una película de Minecraft         | Nominada  | [ 82 ] |
| 2025 | Kids' Choice Awards | Actor de cine favorito           | Jack Black como Steve             | Ganador   | [ 82 ] |
| 2025 | Kids' Choice Awards | Actor de cine favorito           | Jason Momoa como Garrett Garrison | Nominado  | [ 82 ] |
| 2025 | Kids' Choice Awards | Actriz de película favorita      | Emma Myers como Natalie           | Nominada  | [ 82 ] |
| 2025 | Kids' Choice Awards | Patea traseros favorito          | Emma Myers como Natalie           | Ganadora  | [ 82 ] |
| 2025 | Kids' Choice Awards | Patea traseros favorito          | Jack Black como Steve             | Nominado  | [ 82 ] |